# يهيزكيل أبرامسكي
يهيزكيل أبرامسكي (بالعبرية: יחזקאל אברמסקי) (7 فبراير 1886 – 19 سبتمبر 1976) حاخام أرثوذكسي يهودي ليتواني بارز وعالم لاهوتي.
ولد ونشأ في الإمبراطورية الروسية، وترأس فيما بعد المحكمة الحاخامية في لندن لمدة 17 عاما.
حصل على جائزة إسرائيل في عام 1956 في مجال الأدب الحاخامي.

## حياته
ولد يهيزكيل أبرامسكي في داشكوفيتشي في مقاطعة غرودنو في الإمبراطورية الروسية (وتقع في روسيا البيضاء حاليا)، وكان ثالث طفل وأكبر ابن لموردخاي زالمان أبرامسكي، وهو تاجر أخشاب محلي، وزوجته فرايدل غولدين من غرودنو.
وكان والداه متدينان جدا لكن لم يكن في القرية يهود كفايةً لإقامة صلاة، لذا تعلم يهيزكيل في البيت قبل أن ينتقل ليدرس في المدارس الدينية اليهودية في تيلز ومير وسلابودكا وكذلك في بريسك على يد الحاخام حاييم سولوفيتشيك.
وفي عمر السابعة عشر رُسم حاخاما وخدم في تجمعات سموليان وسماليافيتشي وسلوتسك.
وبعد الثورة الروسية، كان في جبهة المعارضة لمحاولات الحكومة الشيوعية في قمع الدين والثقافة اليهودية. وخلال تلك الفترة رفضت الحكومة السوفيتية السماح لأبرامسكي بالمغادرة وتولي حاخامية بتاح تكفا في فلسطين في عامي 1926 و1928.
وفي عام 1926 وحين خدمته كحاخام في سلوتسك وسمولينسك، انضم مع الحاخام شلومو يوسف تسيفين إلى «فاد هارابونيم» (المجلس الحاخامي) في الاتحاد السوفيتي.
وفي عام 1928 أنشأ مجلة عبرية اسمها «ياغديل توراه» (اجعل التوراة عظيمة)، لكن السلطات السوفيتية أغلقتها بعد صدور أول عددين. وفي عام 1929 اعتقل وحكم عليه بالسجن خمس سنوات مع الأشغال الشاقة في سيبيريا، حيث يقال أنه كتب تعليقات على التلمود على أوراق السجائر. لكن أطلق سراحه في عام 1931 بفضل تدخل الحكومة الألمانية بقيادة المستشار برونينغ، التي بادلته بستة شيوعيين كانوا في السجون الألمانية.  

## المحكمة الحاخامية في لندن
وصل إلى لندن في نهاية عام 1931، حيث عين حاخاما لتجمع ماخيزيكي هاداث في الطرف الشرقي من لندن. وفي عام عام 1934 أقنعه كبير الحاخام يوزسف هيرتس بأن يرأس المحكمة الحاخامية في لندن، وهو منصب ظل محتفظا به حتى تقاعد في القدس في عام 1951. وكان تعيين حاخام من شرق أوروبا حاريدي في المحكمة الحاخامية في لندن، تغييرا في سياسة الكنيس الموحد، وبدأ تقليدا استمر إلى يومنا الحالي.
وقد تعززت مكانة المحكمة الحاخامية في لندن بصفتها سلطة هالاخاه ذات مكانة عالمية، من خلال تعيين الحاخام أبرامسكي رئيسا لها. وقد خدم حاخامات تلموديون مشهورون آخرون في ذلك  المنصب من بعده، مثل القاضي الحاخامي أرييه لايب غروسناس والقاضي الحاخامي  أفروهوم رابوبورت، لكن أبرامسكي هو الذي أرسى السياسات والتقاليد التي ظلت متبعة في المحكمة الحاخامية في لندن حتى اليوم.
وبعد تقاعده من رئاسة المحكمة الحاخامية في لندن، استقر في القدس. وخلال سكنه فيها عمل كرئيس مدرسة سلابودكا الدينية اليهودية في بني براك.
ومات في القدس في 19 سبتمبر 1976. وحضر جنازته أكثر من 40 ألف شخص، مما جعلها أحد أكبر الجنائز التي شهدتها تلك المدينة. ودفن في مقبرة هار همنوحوت.

## العائلة
تزوج عام 1909 هندل رايتزل ابنة الحاخام يسروئيل يهوناسان يروشامسكي، حاخام أورلا وتومن، الذي كان كذلك ابن زوجة الحاخام ياكوف دوفيد فيلوفسكي الثانية.

## ذريته
أنجب أربع أبناء منهم البرفيسور خيمين أبرامسكي، ومن أحفاده البروفيسور سامسون أبرامسكي وجيني أبرامسكي.

## أعماله
- «هازون يهيزكيل» (أي رؤية يهيزكيل) وهي تعليقات على التوسيفتا في أربعة وعشرين جزءا. وتعتبر تلك التعليقات، التي كتبت بين عام 1925 و1975، من الكتابات الهامة عند الحاخات وعند علماء اللاهوت.[8][6][23]

## جوائز
- حصل على جائزة إسرائيل في الأدب الحاخامي عام 1956.[10]